# Sulphur Rock, Arkansas
Sulphur Rock là một thị trấn thuộc quận Independence, tiểu bang Arkansas, Hoa Kỳ. Năm 2010, dân số của thị trấn này là 456 người.

## Dân số
- Dân số năm 2000: 421 người.
- Dân số năm 2010: 456 người.